# Brookesia
Genre
Brookesia est un genre de sauriens de la famille des Chamaeleonidae. Les espèces de ce genre sont appelées Brookésies

## Répartition
Les 31 espèces de ce genre sont endémiques de Madagascar.

## Description
Ces  caméléons sont des animaux difficiles à observer car ils ont un fort mimétisme avec leur environnement. Ils sont principalement terrestres alors que la plupart des autres caméléons sont arboricoles. Ces petits caméléons sont également de faible taille, de 11 cm avec la queue pour Brookesia perarmata à moins de 3 cm pour Brookesia micra ou Brookesia nofy,.
Ils ont des livrées tachées de brun et de gris, avec parfois des excroissances osseuses ou de peaux qui masquent leur forme. Pour peu qu'ils restent immobiles le mimétisme avec le support, branches, feuilles mortes au sol ou mousses sur les troncs est quasi parfait.
Leur queue est relativement courte ainsi que non préhensile, contrairement aux autres caméléons.
Territoriaux et solitaires, ces caméléons montrent un fort taux d'endémisme et les espèces ont parfois des aires de répartition très limitées.

## Liste des espèces
Selon The Reptile Database (5 janvier 2022) :
- Brookesia antakarana Raxworthy & Nussbaum, 1995
- Brookesia bekolosy Raxworthy & Nussbaum, 1995
- Brookesia betschi Brygoo et al., 1974
- Brookesia bonsi Ramanantsoa, 1980
- Brookesia brunoi Crottini et al., 2012
- Brookesia brygooi Raxworthy & Nussbaum, 1995
- Brookesia confidens Glaw et al., 2012
- Brookesia decaryi Angel, 1939
- Brookesia dentata Mocquard, 1900
- Brookesia desperata Glaw et al., 2012
- Brookesia ebenaui (Boettger, 1880)
- Brookesia exarmata Schimmenti & Jesu, 1996
- Brookesia griveaudi Brygoo et al., 1974
- Brookesia karchei Brygoo et al., 1970
- Brookesia lambertoni Brygoo & Domergue, 1970
- Brookesia lineata Raxworthy & Nussbaum, 1995
- Brookesia micra Glaw et al., 2012
- Brookesia minima Boettger, 1893
- Brookesia nana Glaw et al., 2021
- Brookesia nofy (en) Rakotoarison et al., 2024[6]
- Brookesia perarmata (Angel, 1933)
- Brookesia peyrierasi Brygoo & Domergue, 1974
- Brookesia ramanantsoai Brygoo & Domergue, 1975
- Brookesia stumpffi Boettger, 1894
- Brookesia superciliaris (Kuhl, 1820)
- Brookesia tedi Scherz et al., 2019[7]
- Brookesia therezieni Brygoo & Domergue, 1970
- Brookesia thieli Brygoo & Domergue, 1969
- Brookesia tristis Glaw et al., 2012
- Brookesia tuberculata Mocquard, 1894
- Brookesia vadoni Brygoo & Domergue, 1968
- Brookesia valerieae Raxworthy, 1991

## Étymologie
Ce genre est nommé en l'honneur du naturaliste anglais, Joshua Brookes (1761-1833).

## Publication originale
- Gray, 1865 "1864" : Revision of the genera and species of Chamaeleonidae, with the description of some new species. Proceedings of the Zoological Society of London, vol. 1864, p. 465-479 (texte intégral).